# Martha MacIsaac

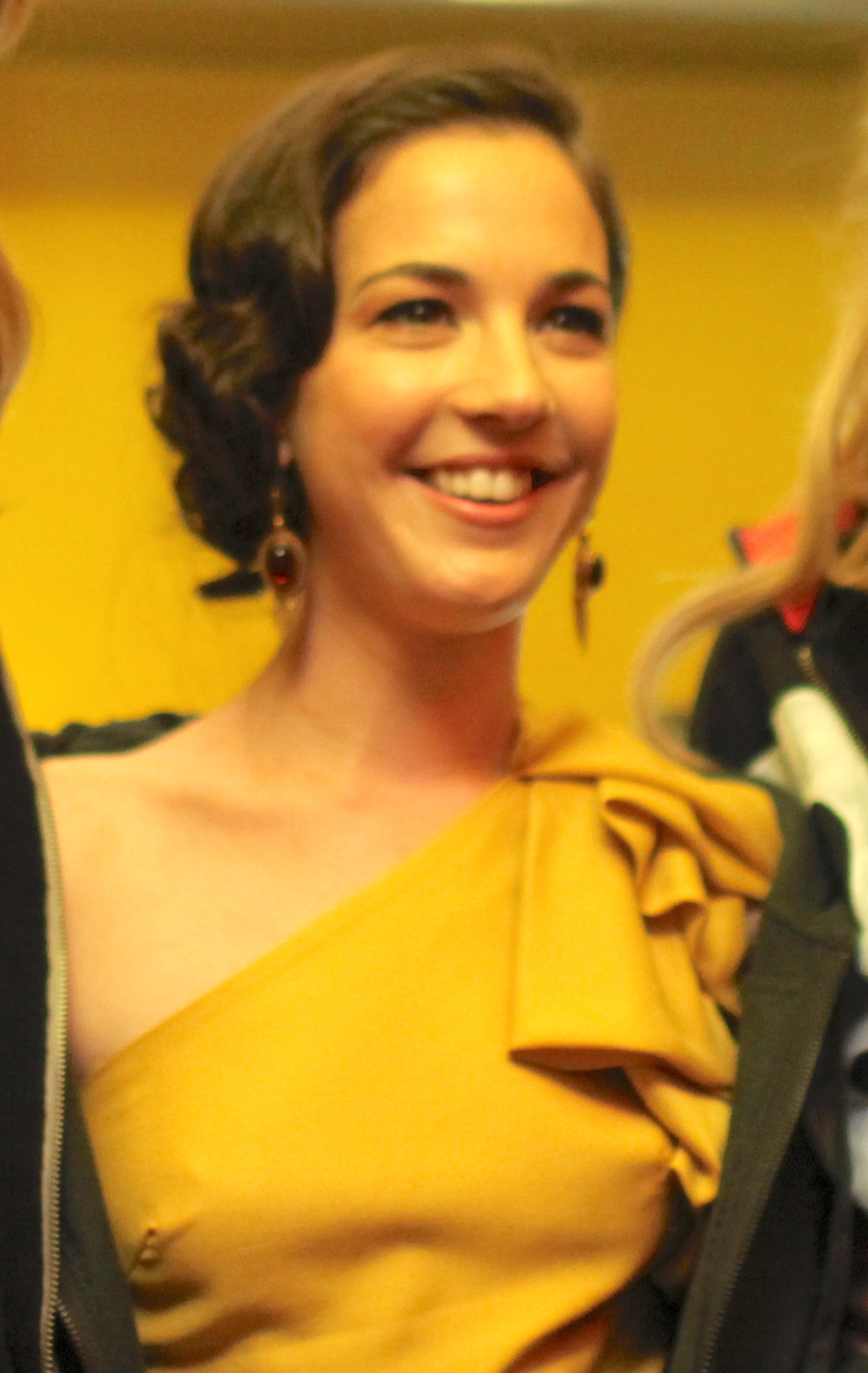
Martha MacIsaac (2009)

Martha MacIsaac (* 11. Oktober 1984 in Charlottetown, Prince Edward Island) ist eine kanadische Schauspielerin.

## Leben und Leistungen
MacIsaac debütierte im Jahr 1998 in der Fernsehserie Emily of New Moon, in der sie bis zum Jahr 2000 spielte. Im Fernsehthriller Night of Terror (2006) war sie in einer der größeren Rollen zu sehen. In der Komödie Superbad (2007) spielte sie die Rolle von Becca, die im betrunkenen Zustand Evan (Michael Cera) zu verführen versucht.
MacIsaac lebt in Toronto und plant Auftritte in den Theaterstücken der Soulpepper Theatre Company (Stand: Januar 2007). Sie setzt sich für den Fremdenverkehr der Prince Edward Island ein.

## Filmografie (Auswahl)
- 1998–2000: Emily of New Moon (Fernsehserie, 46 Episoden)
- 2003: The Second Chance – Wie du mir, so ich dir (This Time Around)
- 2004: Clara Harris – Verzweifelte Rache (Suburban Madness)
- 2005: Die Eisprinzessin (Ice Princess)
- 2005: Deine, meine, unsere Kinder (I Do, They Don’t, Fernsehfilm)
- 2006: Night of Terror
- 2007: Superbad
- 2009: The Last House on the Left
- 2009: Frozen – Etwas hat überlebt (The Thaw)
- 2010: Der Glaube an den Weihnachtsmann (Faith, Fraud, & Minimum Wage)
- 2010–2011: Greek (Fernsehserie, 9 Episoden)
- 2012: Kein Sex unter dieser Nummer (For A Good Time, Call…)
- 2012: Dead Before Dawn
- 2012–2013: 1600 Penn (Fernsehserie, 13 Episoden)
- 2014–2015 The Pinkertons (Fernsehserie 22 Episoden)
- 2017: Battle of the Sexes – Gegen jede Regel (Battle of the Sexes)